# La Corona (Sant Agustí de Lluçanès)
La Corona és una masia de Sant Agustí de Lluçanès (Osona) inclosa a l'Inventari del Patrimoni Arquitectònic de Catalunya.

## Descripció
Edifici format per dos cossos de planta rectangular posats en forma de T. El cos més antic, de dos pisos, presenta les obertures amb llindes de fusta, i un porxo al segon pis a la part esquerra de la façana que queda parcialment tapat pel segon cos. Aquest segon cos, també de pedra irregular i morter parcialment arrebossat està construït en diverses etapes segons demostra la construcció del mur. A la part lateral esquerra de la construcció hi ha diferents coberts annexos i modificacions fetes amb maó o obra.

## Història
Una inscripció a la façana de la casa porta la data de reconstrucció de l'edifici: 1921.